# タケアオハブ
タケアオハブ（Trimeresurus stejnegeri）は、有鱗目クサリヘビ科アジアハブ属に分類されるヘビ。別名タイワンアオハブ。アジア熱帯域に分布する。

## 名称
種小名 stejnegeri はスミソニアン学術協会の爬虫類学者だったLeonhard Hess Stejnegerへの献名である。
英名としては、"bamboo viper"・"Chinese tree viper"・"bamboo snake"・"Chinese green tree viper"・"Chinese bamboo viper"・"Stejneger's pit viper"・"Stejneger's palm viper"・"red tail snake"・"Stejneger's bamboo pitviper"などがある。台湾産個体は"Formosan bamboo viper"・"Taiwan green tree viper"とも呼ばれる。

## 形態

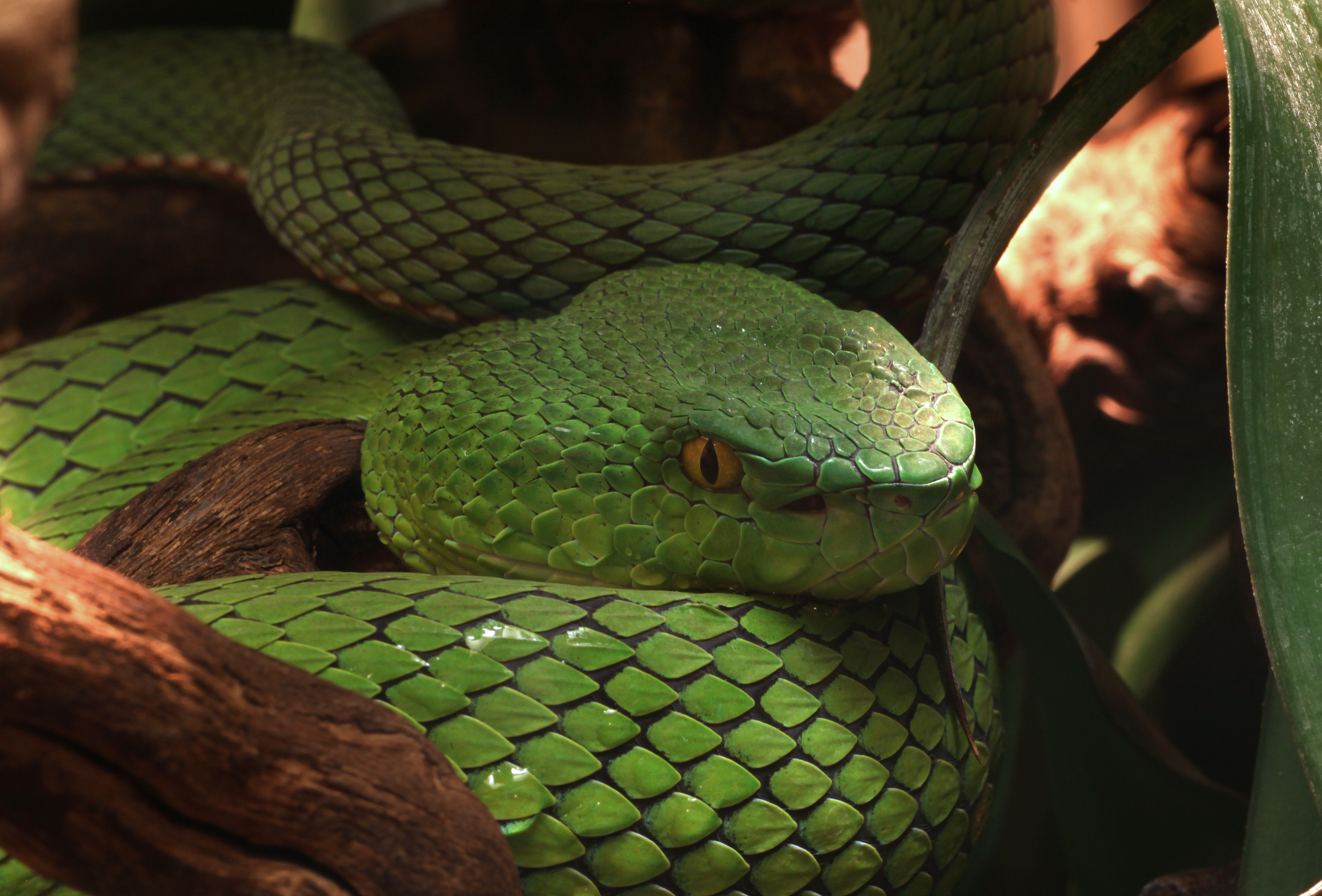

最大で全長75cm、尾長14.5cmになる。雄の半陰茎は短く、分岐点よりも先まで棘を持つ。
体鱗は体中央部で21列。上唇板は9-11で、吻端板と鼻板の間には継ぎ目がある。前眼鱗は単独で細く、横線が入ることがある。両前眼鱗間には11-16の鱗がある。腹板は150-174。尾下板は54-77個で対をなす。
背面は明緑色から暗緑色、腹面は淡緑色から白。体側には上側が白、下側が橙から茶色（雌では白のみのこともある）の帯が走る。この帯は、体の最も外側の鱗列とその下の鱗列に位置する。

## 生態
夜行性、半樹上性で、山地林の渓流周辺や水田に見られる。おそらくカエルが主食だが、小型哺乳類・鳥類・トカゲも食べる。産仔数は3-10。
強力な出血毒を持つ。台湾ではアマガサヘビ、タイワンコブラ、ヒャッポダ、タイワンハブ、タイクサリヘビ（Daboia siamensis）と共に「台湾六大毒蛇」と呼ばれる。

## 分布
中国南部・台湾・ベトナム・ラオスに分布する。かつてはタイ王国・ミャンマーにも分布するとされていたが、これらの個体群は2025年現在別種と考えられている。インド北東部の個体群も別種の可能性がある。
基産地は当初「福建省邵武市」とされたが、その後Pope & Pope (1933) によって「福建省北西」と修正された。

## 分類
| 学名             | 記載者        | 和名             | 英名                        | 分布 |
| ---------------- | ------------- | ---------------- | --------------------------- | --- |
| T. s. chenbihuii | Zhao, 1995    | ハイナンアオハブ | Chen's bamboo pitviper      | 海南島。吊羅山の標高225–290 m（陵水リー族自治県）と五指山の標高500 m（瓊中リー族ミャオ族自治県）で確認。                       |
| T. s. stejnegeri | Schmidt, 1925 | タケアオハブ     | Stejneger's bamboo pitviper | 甘粛省・四川省東部・貴州省・湖北省・湖南省・広東省・広西チワン族自治区・安徽省・福建省・浙江省・江蘇省・江西省・台湾・ベトナム |